# List Galatským

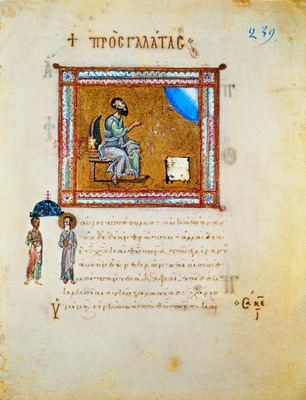
List Galatským

List Galatským (zkratka Ga nebo Gal) je součást Nového zákona, jeden z listů apoštola Pavla. Byl napsán řecky, a to buď roku 57 v Korintu, nebo podle jiných už roku 50 cestou do Jeruzaléma. Kolem roku 150 jej cituje Markionův kánon jako církví uznanou knihu.
List je psán „církvím v Galatii“ (tj. v Antiochii Pisidské, v Iconii, v Derbe a v Lystře), které Pavel už předtím založil. Název Galatia (nebo Galacia) označoval oblast ve střední Anatolii (dnešním Turecku), kde se kolem roku 270 př. n. l. usadili Keltové (Galati). Místní křesťané tedy patrně předtím nebyli Židé, nýbrž pohané. Hlavním tématem listu je polemika proti falešným učitelům, kteří hlásají “jiné evangelium“, „opak evangelia Kristova“ (Ga 1,6). Podle obsahu se zdá, že Galaťany přesvědčovali, že křesťanem se může stát pouze Žid, a že se tedy nejdřív musí každý nechat obřezat podle Mojžíšova zákona.
Myšlenky a argumentace Listu Galatským jsou velmi blízké myšlenkám Listu Římanům, které hrály velkou roli v Lutherově teologii a v protestantské reformaci. Proto se většina odborníků domnívá, že oba listy vznikly téměř současně. Téma sporů mezi křesťany ze židovství a z pohanství bylo živé jen v samém počátku křesťanství, což svědčí pro stáří listu. Proto se někteří domnívají, že mohl vzniknout už v letech 49-50, takže by byl nejstarším zachovaným Pavlovým listem.

## Citáty
| „          | Zákon byl tedy naším dozorcem až do příchodu Kristova, až do ospravedlnění z víry. Když však přišla víra, nemáme již nad sebou dozorce. | “ |
| — Ga 3,24n | |   |

| „         | Není už rozdíl mezi židem a pohanem, otrokem a svobodným, mužem a ženou. Vy všichni jste jedno v Kristu Ježíši. | “ |
| — Ga 3,28 | |   |

| „         | Vy jste byli povoláni ke svobodě, bratří. Jen nemějte svobodu za příležitost k prosazování sebe, ale služte v lásce jedni druhým. | “ |
| — Ga 5,13 | |   |